# Saarland Trofeo

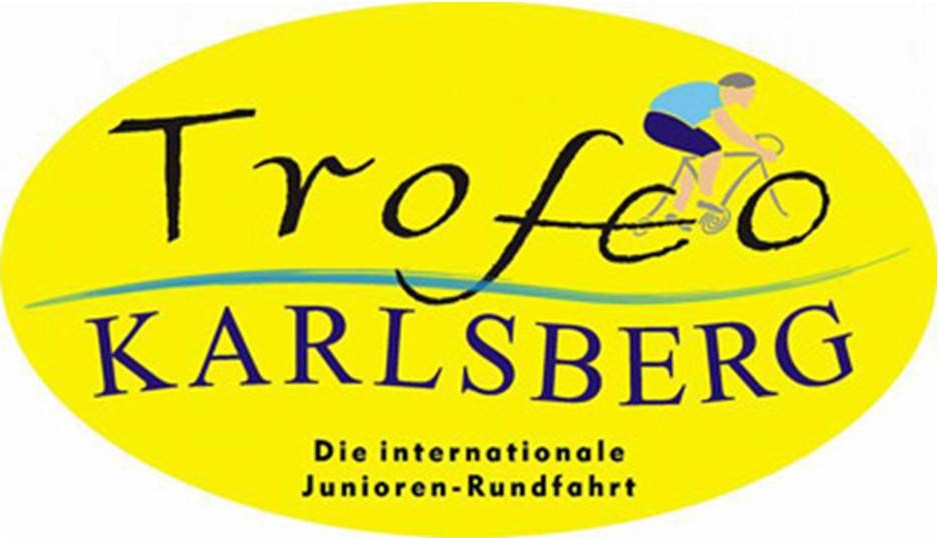
Logo der Trofeo Karlsberg

Die Saarland Trofeo (offizielle: LVM Saarland Trofeo, bis 2016: Trofeo Karlsberg, 2017: Trofeo der Gemeinde Gersheim) ist ein  internationales Straßenradrennen für Junioren. Namensgeber der seit 1988 ausgetragenen Trofeo, welche 2008 als bislang einziges deutsches Rennen ein Bestandteil des Rad-Nationencup der Junioren war, war bis 2016 der damalige Hauptsponsor Karlsberg aus Homburg. Zur Austragung des Jahres 2017 wurde der Wettbewerb in Trofeo der Gemeinde Gersheim umbenannt. 2017 firmiert der Wettbewerb unter dem Namen Saarland Trofeo.
Das Etappenrennen für 17- und 18-Jährige wird rund um Saarbrücken, Gersheim, Mandelbachtal, Homburg und Blieskastel ausgetragen. Die Strecke führt immer wieder über das angrenzende Frankreich und das Bundesland Rheinland-Pfalz. 1994 wurde die Trofeo vom Weltradsportverband UCI zum Weltcup-Rennen hinaufgestuft. 
Zahlreiche National- und Regionalmannschaften aus allen Kontinenten melden jährlich für dieses Rennen. Die Start- und Siegerliste der bisherigen Rennen enthält namhafte Radsportler. Zu den früheren Teilnehmern zählen unter anderem Andy Schleck, Manuel Quinziato, Davide Malacarne, André Steensen, Niki Terpstra, Robert Gesink, Jean-Patrick Nazon, Mathieu Perget, Tom Boonen, Peter Velits, Ralf Grabsch, Holger Loew, Jörg Jaksche, Matthias Kessler, Markus Fothen, Gerald Ciolek, Grischa Niermann, Björn Schröder, Patrick Sinkewitz, Stefan Schumacher, Marcel Kittel und der Tour-de-France-Gewinner Jan Ullrich.

## Sieger
| Jahr | Gesamtsieger                     | Bergwertung                      | Sprintwertung                    | Teamwertung                      | Nachwuchswertung                 |
| ---- | -------------------------------- | -------------------------------- | -------------------------------- | -------------------------------- | -------------------------------- |
| 1988 | Roman Judèz                      | keine Wertung                    | keine Wertung                    | keine Wertung                    | keine Wertung                    |
| 1989 | Bobby Julich                     | Igor Kranjec                     | Bobby Julich                     | Jugoslawien                      | keine Wertung                    |
| 1990 | Volker Marquardt                 | Igor Kranjec                     | Hans-Rudi Weiss                  | DDR 1                            | keine Wertung                    |
| 1991 | keine Wertung                    | Roger Smeets                     | Roger Smeets                     | Dänemark                         | keine Wertung                    |
| 1992 | keine Wertung                    | keine Wertung                    | keine Wertung                    | keine Wertung                    | keine Wertung                    |
| 1993 | Jêrome Klein                     | keine Wertung                    | keine Wertung                    | Bayern                           | keine Wertung                    |
| 1994 | Andreas Klier                    | Andreas Klier                    | Dirk Schumann                    | Deutschland (Straße)             | keine Wertung                    |
| 1995 | Holger Loew                      | Lars Wollf                       | Thorsten Nitsche                 | Deutschland (Bahn)               | keine Wertung                    |
| 1996 | Dmitri Dementjew                 | Stephan Schreck                  | Vladimir Smirnov                 | Russland                         | keine Wertung                    |
| 1997 | Robert Kaiser                    | Wolodymyr Bileka                 | Bernhard Wächter                 | Deutschland (Straße)             | keine Wertung                    |
| 1998 | Anthony Geslin                   | Thomas Ziegler                   | Marc Altmann                     | Deutschland (Straße)             | keine Wertung                    |
| 1999 | Petter Renäng                    | Kjetil G. Löittegaard            | Marc Altmann                     | Deutschland (Straße)             | keine Wertung                    |
| 2000 | Marcel Sieberg                   | Andri Lebedev                    | Marcus Burghardt                 | Deutschland (Straße)             | Marcus Burghardt                 |
| 2001 | Marcus Burghardt                 | Gordon Leimeister                | Marcus Burghardt                 | Deutschland (Straße)             | Mathieu Perget                   |
| 2002 | Felix Odebrecht                  | Anton Sinzow                     | Alexander Mironow                | Deutschland (Straße)             | Nico Graf                        |
| 2003 | Anton Reschetnikow               | Nico Graf                        | Alexander Mironow                | Deutschland (Straße)             | Anton Reschetnikow               |
| 2004 | Anders Hansen                    | Enrico Britz                     | Sebastian Hans                   | Deutschland (Straße)             | Sebastian Hans                   |
| 2005 | Gatis Smukulis                   | David Hesselbarth                | Thomas Guldhammer                | Dänemark                         | David Hesselbarth                |
| 2006 | Oliver Giesecke                  | Oliver Giesecke                  | Thomas Guldhammer                | Deutschland (Straße)             | Sebastian Bauman                 |
| 2007 | Matthias Brändle                 | Dominik Nerz                     | Florenz Knauer                   | Deutschland (Straße)             | Christopher Roth                 |
| 2008 | Michał Kwiatkowski               | Nick Bax                         | Thomas Juhas                     | Deutschland (Straße)             | Wilco Kelderman                  |
| 2009 | Emil Hovmand                     | Zico Waeytens                    | Alexei Luzenko                   | Dänemark                         | Dylan van Baarle                 |
| 2010 | Lawson Craddock                  | Joshua Edmondson                 | Mike Teunissen                   | Deutschland (Straße)             | Alexander Kamp                   |
| 2011 | P.H. Lecuisinier                 | Alexander Kamp                   | Matteo Cigala                    | Belgien                          | Giacomo Peroni                   |
| 2012 | Mads Pedersen                    | Mathieu van der Poel             | Lorrenzo Manzin                  | Dänemark                         | Mads Pedersen                    |
| 2013 | Mads Pedersen                    | Lucas Eriksson                   | Chris Lawless                    | Dänemark                         | Stepan Kurianov                  |
| 2014 | Kristjan Kumar                   | Adam Ťoupalík                    | William Barta                    | Vereinigte Staaten               | Ward Jaspers                     |
| 2015 | Patrick Haller                   | Christopher Blevins              | Filippo Mori                     | Vereinigte Staaten               | Clément Betouigt-Suire           |
| 2016 | Brandon McNulty                  | Michel Ries                      | Fred Wright                      | Vereinigte Staaten               | Alfred Wright                    |
| 2017 | Julius Johansen                  | Yentl Bekaert                    | Jonas Iversby Hvideberg          | Niederlande                      | Søren Wærenskjold                |
| 2018 | Søren Wærenskjold                | Gilles Kirsch                    | Quinn Simmons                    | Norwegen                         | Frederik Wandahl                 |
| 2019 | Hannes Wilksch                   | Georg Steinhauser                | Leslie Lührs                     | Deutschland                      | Marco Brenner                    |
| 2020 | wegen COVID-19-Pandemie abgesagt | wegen COVID-19-Pandemie abgesagt | wegen COVID-19-Pandemie abgesagt | wegen COVID-19-Pandemie abgesagt | wegen COVID-19-Pandemie abgesagt |
| 2021 | Trym Brennsæter                  | Moritz Kärsten                   | Philipp Gebhardt                 | Norwegen                         | Maxence Place                    |
| 2022 | Mathieu Kockelmann               | Mauro Brenner                    | Mauro Brenner                    | Norwegen                         | Jørgen Nordhagen                 |
| 2023 | Louis Leidert                    | Theodor Storm                    | Richard Leu                      | AG2R Citroën Team                | Paul Seixas                      |
| 2024 | Jasper Schoofs                   | Cedric Keppens                   | Alessio Magagnotti               | Vereinigte Staaten               | Ashlin Barry                     |

## Führungstrikots
- : Gelbes Trikot für den Gesamtwertungsführenden
- : Grünes Trikot für den Führenden in der Sprintwertung
- : Gepunktetes Trikot für den Führenden in der Bergwertung
- : Rotes Trikot für den Führenden in der Nachwuchswertung (17 Jahre oder jünger)
- : Das Blaue Trikot trägt ein Mitglied des in der Mannschaftswertung führenden Teams.

## Bilder

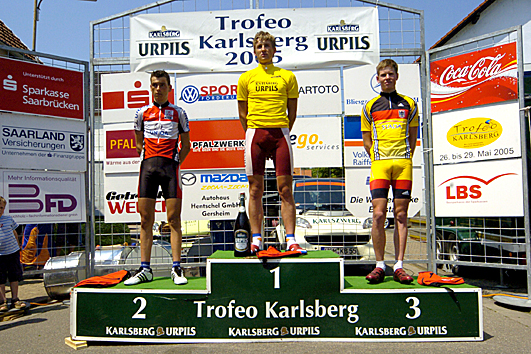
Siegerehrung 2005, v. l. n. r.: Stefan Denifl, Sieger Gatis Smukulis, Florian Frohn
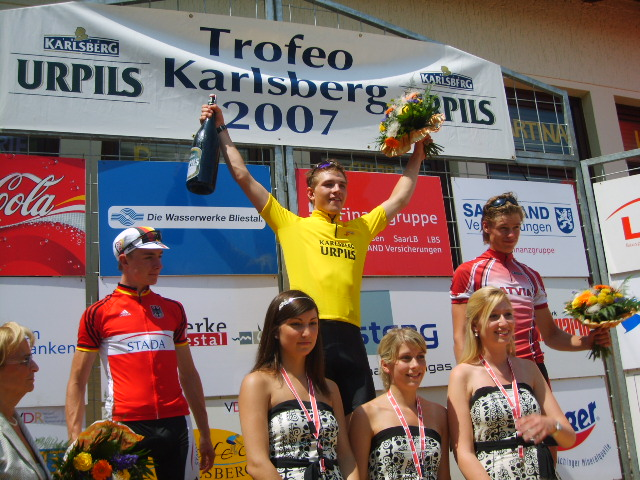
Siegerehrung 2007, v. l. n. r.: Dominik Nerz, Sieger Matthias Brändle, Indulis Bekmanis